# Cantar la palinodia
Cantar la palinodia es una frase derivada de la palabra griega palinodia que significa retracción de lo que se ha dicho y se aplicaba al acto por el cual una persona en cumplimiento de alguna providencia judicial se desdecía de aquello que había dicho en daño o descrédito de otra. 
La pena de cantar la palinodia o desdecirse tenía lugar en varios casos, tales como en los rieptos y en las injurias. En la primera, cuando el acusador no podía probar la acusación o la abandonaba después de producirse el juicio. En las injurias cuando estas versaban sobre las palabras de la ley u otros denuestos semejantes. 
Por la ley 2, título 3, libro 4 del Fuero Real que introdujo esta pena se implicaba indistintamente a quien denostare o injuriare a alguno con cualquiera de las palabras mencionadas o con otras semejantes. Pero una ley de la Recopilación publicada en tiempo de Felipe II e inserta en el libro 12, título 23 de la Novísima Recopilación excluyó expresamente a los hijosdalgo declarando que si lo fuera el que dirige tales denuestos no será condenado a que se desdiga por ello imponiéndole otras penas. 
La retracción con arreglo a las leyes citadas no podía imponerse sino en injurias verbales cuando eran de cierta gravedad e importancia. No siéndolo sustituía a esta pena bien la declaración de honor en favor del ofendido o bien la súplica que se dirige a este para que perdonase la ofensa. La retracción es una pena severa y no debía imponerse en casos livianos y comunes. Así los tribunales la tenían reservada para las injurias más graves en que concurrían determinadas circunstancias. 
El acto de desdecirse o cantar la palinodia debía hacerse en el juzgado ante el juez que había dictaminado la condenación y ante determinadas personas que eran convocadas al efecto observando las formalidades que la práctica de los tribunales había introducido. Por eso en la providencia judicial se solía decir a estilo del juzgado para manifestar que se observarían aquellas formalidades que la costumbre autorizaba. 
La pena de retracción o cantar de palinodia no se halla hoy vigente. El Código Penal la sustituyó estableciendo en su lugar otros medios de satisfacción honrosa para el ofendido. 